# Fujiwara no Takanobu
Fujiwara no Takanobu (japanisch 藤原隆信; geb. 1142 in Kioto; gest. 19. März 1205) war ein japanischer Maler der Heian-Zeit.

## Leben und Werk
Fujiwara no Takanobu war ein Hofadliger, Sohn des Fujiwara no Tametsune (藤原為経). Er zeichnete sich in Malerei, die er unter Kasuga Tachika studierte, und Dichtkunst aus. In seinen späteren Jahren  legte er die buddhistischen Gelübde ab. – Takanobu ist bekannt für seine lebensnahen Porträts und spiegelt eine zunehmende Tendenz zum Realismus der späten Heian- und beginnenden Kamakura-Zeit wider. Er arbeitete mit Tokiwa Mitsunaga (常盤光長) zusammen an der Ausmalung der Schiebetüren, Fusuma-e (襖絵), für den Tempel Saishokō-in (最勝光院) im Higashiyama-Bezirk von Kioto. Die Bilder zeigen einen tatsächlichen Besuch des Kaisers und seiner Gemahlin, wobei die Quellen besagt, dass Takanobu die Gesichter der Besucher so lebensecht wiedergab, dass die Aristokratie in Erstaunen versetzt wurde. 
Die bekannten Porträts von Minamoto no Yoritomo, Taira no Shigemori (平 重盛; 1138–1179) und Fujiwara no Mitsuyoshi (藤原 光能) im Besitz des Jingo-ji (神護寺) in den Bergen am Nordwestrand von Kioto werden traditionell Takanobu zugeschrieben. Auf Grund ihrer Datierung und ihres Stils dürfte die Zuschreibung korrekt sein. 
Die realistische Malweise führten sein Sohn Nobuzane und dessen Nachfolger fort.

## Bilder

Yoritomo
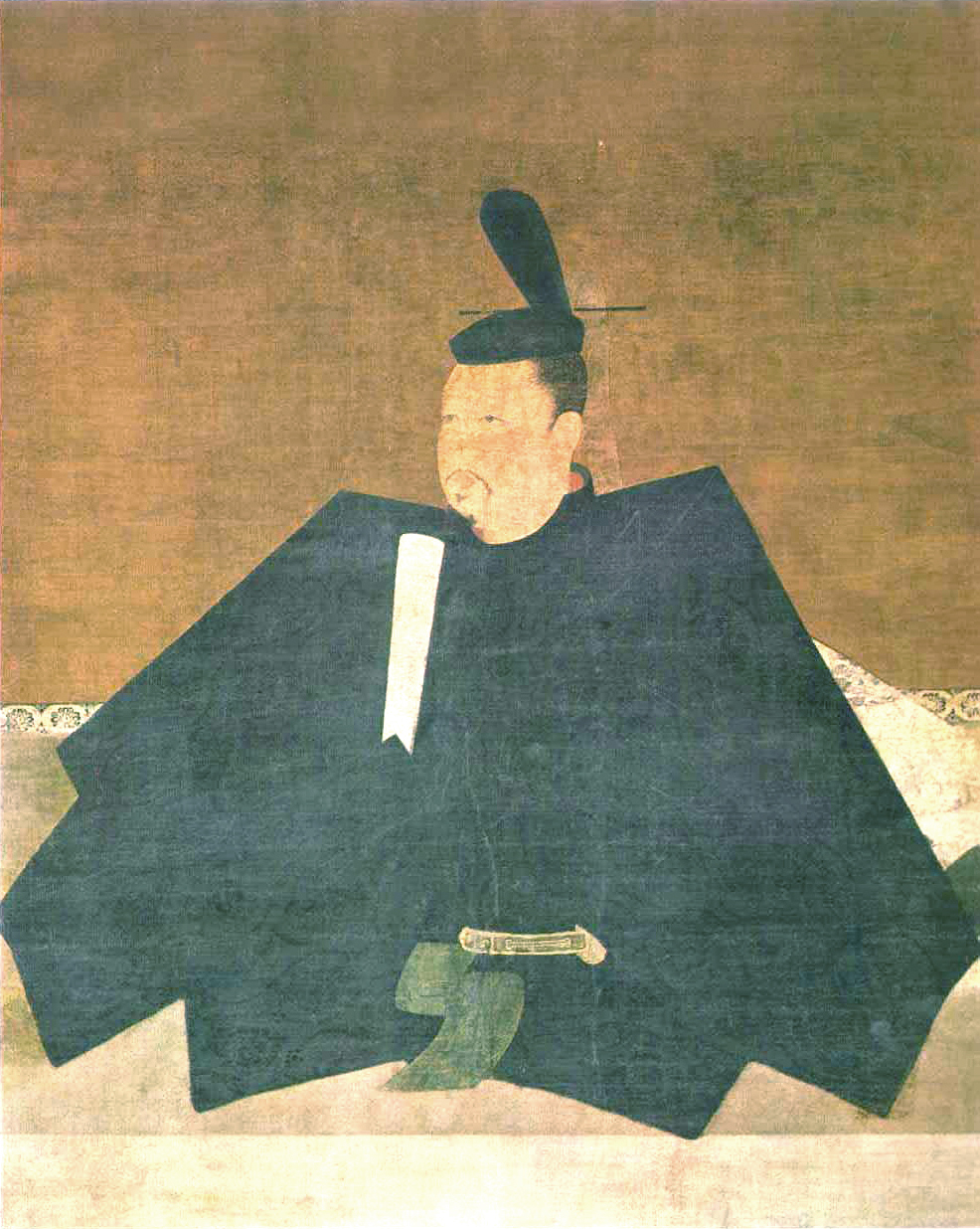
Shigmori
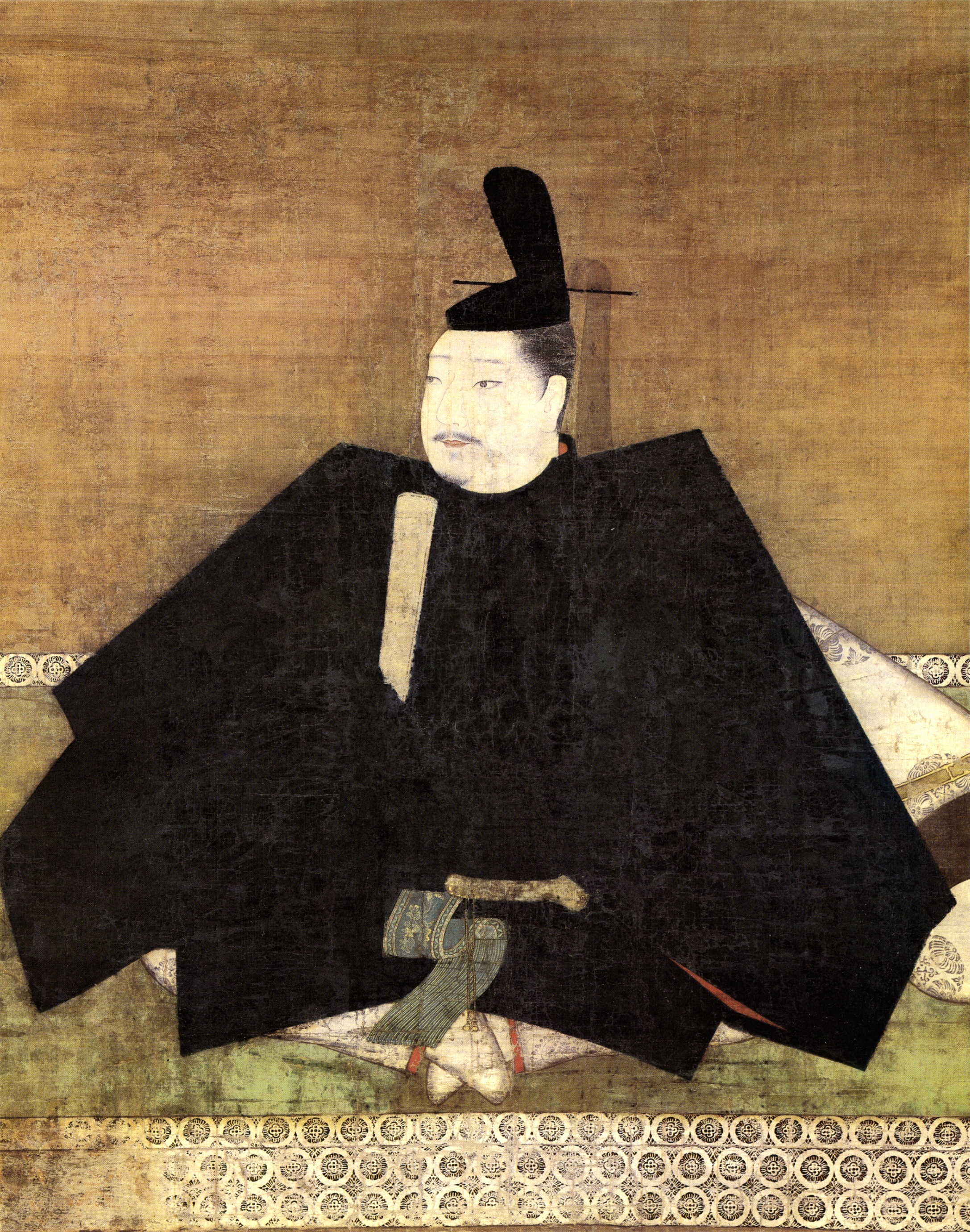
Mitsuyoshi